# Cyathea salletii
Cyathea salletii är en ormbunkeart som beskrevs av Marie Laure Tardieu, Amp; C. Chr., Carl Frederik Albert Christensen och Tard. Cyathea salletii ingår i släktet Cyathea och familjen Cyatheaceae. Inga underarter finns listade.